# Bons
Bons is een verdwenen gehucht ten westen van de Nederlandse stad Sneek.
De landerijen van Bons vormde een afzonderlijk territorium, de Bonserhem, die werden doorsneden door de Bonserdijk. Het gehucht maakte (bestuurlijk) deel uit van het dorp IJsbrechtum. Bons werd met de Hemdijk verbonden via de Bonserlaan.
De naam Bons is afkomstig van de achternaam van de bewoners: Bonne. Later zijn hier de namen Bottinga en Bonninga van afgeleid. Deze laatste twee geslachten woonden ook in Bons.
Het gehucht bestond al in de 9e eeuw na Christus en was gelegen op een terp. Het dorp had geen kerk, maar wel een eigen begraafplaats met vier graven. In het gehucht stond stinswier Bonserwier en verschillende boerderijen. Het gehucht schonk in de 10e eeuw diverse zaken aan het Duitse klooster Fulda. In de geschriften van het klooster wordt Bons echter als Bottinge weergegeven. Het plaatsje komt in 1447 in het nieuws nadat er een gewapend conflict plaats had gevonden tussen Bocka Harinxma en Hessel op deen Heemdyck. Hierbij vielen doden en gewonden. Harinxma nam de stins van Hessel in en hield daarbij enkele anderen gevangen.
Het plaatsje was tot de 15e eeuw bewoond.
Rond 1990 is archeologisch onderzoek gedaan op de locatie van het plaatsje. Hierna is de heuvel waarop het gehucht lag geslecht voor de aanleg van Industrieterrein De Hemmen. Van het dorp is nu niets meer te zien, behalve een depressie in de ondergrond. Alleen van de Bonserlaan rest nog een klein stukje, ter hoogte van de huidige boerderij. De rest is verdwenen onder de nieuwbouw van de Zadelmakerstraat.